# زقاق المحكمة
زقاق المحكمة هو أحد أزقة مدينة دمشق، وهو الزقاق الآخذ من سوق الخياطين قبالة مسجد الخياطين إلى غرب منطقة الحريقة، عرف سابقاً باسم حارة بلاطة.